# Перо, Клэр
Клэр Перо́ (фр. Claire Pérot, 30 января 1982 года) — французская певица и актриса.

## Биография
Клэр Перо родилась в городе Монтро-Фо-Йонне (Франция) в семье частного предпринимателя и учительницы. Клэр стала проявлять интерес к искусству с раннего детства: занималась вокалом, танцами, играла в школьных спектаклях. В 1995 году она поступает в муниципальную консерваторию на курс к Аннетт Бенедетти. Дебют на сцене театра состоялся в 1996 году в спектакле основанном на повести Дидро Монахиня. Сразу после окончания консерватории юная актриса получает роль в музыкальном спектакле «Le Maître des rêves et des couleurs», а также участвует в записи диска для спектакля. Переехав в Париж, Клэр Перо первое время работает официанткой, чтобы оплатить курсы актёрского мастерства при театре Шайо. В скором времени Клэр проходит прослушивание в мюзикл Ко́нча Бонита (Concha Bonita), главную роль в котором исполняет Катрин Ринжер. Клэр достается роль юной Долли, дочери главной героини. Параллельно с работой в театре, Клэр Перо активно снимается в эпизодических ролях в телесериалах, озвучивает рекламные ролики и ведет телепередачу Lollytop на молодёжном телеканале. В период с 2001 по 2005 год работала над проектом сольного альбома, а также сотрудничала с группой MAHA в качестве вокалистки.
В 2006 году Клэр Перо получает главную женскую роль Салли Боулз во французской адаптации знаменитого мюзикла «Кабаре» (Cabaret). Режиссёром этой версии был американский театральный и кинорежиссёр Сэм Мендес. На премьеру спектакля приехала Лайза Миннелли, исполнительница роли Салли Боулз в фильме «Кабаре». Спектакль выдержал более 400 представлений на сцене театра Фоли-Бержер и был номинирован на престижную театральную премию Мольер в 7 категориях.
В 2008 году Перо получает роль Констанции Вебер в готовящемся мюзикле Моцарт. Рок-опера. Режиссёр постановки — Оливье Даан. Премьера спектакля состоялась 22 сентября 2009 года на сцене Дворца Спорта в Париже. В конце 2009 года, отыграв всего лишь несколько спектаклей, Клэр уходит из проекта ради съемок в полнометражном фильме Фреда Кавайе «В упор». В 2011 году Клэр Перо возвращается в театр, чтобы снова сыграть Салли Боулз в обновленной постановке Кабаре на сцене театра Мариньи. После нескольких спектаклей в Париже, мюзикл отправляется в турне по Франции. Одновременно с работой в спектакле, Клэр записывает несколько композиций для музыкального проекта B.S.T. (Beautiful Strange Things) и начинает совместную работу с Оливье Дааном над сольным концепт-альбомом.
В 2012 году было объявлено, что Клэр присоединяется к труппе нового мюзикла «Любовники на один день» (фр. Les amants d'un jour). После записи концепт-альбома, актриса ушла из проекта. В данный момент Клэр продолжает сниматься и активно занимается записью сольного альбома.

## Театральные работы
- 1996: Монахиня
- 2000: Le maître des rêves et des couleurs — Лена
- 2002—2003: Ко́нча Бонита (Concha Bonita) — Долли/Долорес
- 2005—2006:  Питер Пен (Peter Pan)
- 2006—2007:  Кабаре (Cabaret) — Салли Боулз
- 2009: Моцарт. Рок-опера (Mozart l'opera rock) — Констанция Вебер
- 2011—2012:  Кабаре (Cabaret) — Салли Боулз
- 2013:  Спамалот (Spamalot) — Леди озера
- 2014:  Танец-вспышка (Flashdance) — Глория
- 2014:  Париж Бродвей (Paris Broadway)
- 2015:  Нежная Ирма (Irma la douce)
- 2016:  La Reine du coaching
- 2016: Adopte un Jules.com
- 2017: Enooormes — Мия
- 2018: We will rock you — Оз
- 2019: Les Franglaises

## Фильмография

### Работы в кино
| Год  |   | Русское название              | Оригинальное название           | Роль                 |
| ---- | - | ----------------------------- | ------------------------------- | -------------------- |
| 2002 | ф | Нежная мужская любовь         | Le doux amour des hommes        | Жанна                |
| 2002 | ф | Потерянные часы               | Heures Creuses                  | Селин                |
| 2009 | ф | Необычайные приключения Адель | Les Aventures d’Adèle Blanc Sec | Нини                 |
| 2010 | ф | В упор                        | À bout portant                  | капитан Анаис Сусини |
| 2010 | ф |                               | Second seuil                    | Дельфин              |

### Работы на телевидении
| Год  |   | Русское название                                          | Оригинальное название                                    | Роль         |
| ---- | - | --------------------------------------------------------- | -------------------------------------------------------- | ------------ |
| 2000 | ф |                                                           | Blues                                                    |              |
| 2001 | ф |                                                           | Dabox                                                    | Клара        |
| 2001 | ф |                                                           | Le 17                                                    |              |
| 2001 | ф |                                                           | Sami, le pion                                            | Клотильда    |
| 2002 | ф | Патрон по мерке                                           | Patron sur mesure                                        | Камилла      |
| 2002 | ф |                                                           | Police District                                          |              |
| 2002 | ф |                                                           | Brigade des mineurs                                      |              |
| 2002 | ф | Наварро (эпизод "Chute d’une ange")                       | Navarro (episode "Chute d’une ange")                     | Жюли         |
| 2003 | ф | Лавка Луи-антиквара (эпизод "Louis et la vie de château") | Louis la brocante (episode "Louis et la vie de château") | Лили         |
| 2007 | ф | Жозефин, ангел-хранитель (эпизод "Париж – Бродвей")       | Joséphine, ange gardien (episode "Paris-Broadway")       | Олимпия      |
| 2008 | ф | Расследует таможня                                        | A.S.D. - Action spéciale douanes                         | Селин        |
| 2009 | ф | Уголовная полиция                                         | P.J.                                                     | Анита Мурано |
| 2009 | ф | Проходящие люди                                           | Des gens qui passent                                     | Сильветт     |
| 2010 | ф |                                                           | La maison des Rocheville                                 | Марго        |
| 2011 | ф | Служба расследований (эпизод "Па де де ")                 | Section de recherches (episode "Pas de deux")            | Карина       |
| 2013 | ф | Алис Невер ( эпизод "Амазонки")                           | Alice Nevers, le juge est une femme (episode "Amazones") | Маэль        |

## Дискография

### Le maître des rêves et des couleurs
- Chanson de Lena

### Cabaret: le Musical de Broadway
- Ne dites rien à maman
- Mein Herr
- Le plus merveilleux des bonheurs
- Peut-être bien
- Cabaret

### Mozart, l’opéra rock
- Ah vous dirais-je maman!
- Six pieds sous terre
- Si je defaille
- Debout les fous
- Le Bonheur de Malheur
- L’Operap

### Les amants d’un jour
- Les amants d’un jour
- La foule
- A quoi ça sert l’amour
- Je t’ai dans la peau
- Johnny tu n’es pas un ange
- Emporte moi
- Mon Dieu

### Flashdance
- What A Feeling
- Maniac
- Gloria

## Интересные факты
- Клэр — обладательница 7 татуировок. На левой руке вытатуировано имя сына Нино, а на правой — дата его рождения. На левой лодыжке — фраза «Carpe Diem», на правой — фея. На животе — Бог — защитник, а на спине — символ богини луны. Так же есть маленькая татуировка на запястье левой руки[4].
- Алехандра Родано, исполнительница роли Салли Боулз в аргентинской постановке Кабаре, в 2002—2003 году сыграла мать Долли, персонажа Клэр Перо, в спектакле Конча Бонита.
- Клэр имеет степень бакалавра по литературе[1].
- Клэр Перо и Дельфин Грандсарт работали вместе в четырёх театральных проектах подряд: в обеих версиях «Кабаре», в «Моцарт. Рок- Опера», и в «Любовники на один день».